# Сейль-Харміль
Сейль-Хармі́ль — невеликий піщаний острів в Червоному морі в архіпелазі Дахлак, належить Еритреї, адміністративно відноситься до району Дахлак регіону Семіен-Кей-Бахрі.

## Географія
Розташований на південний схід від острова Харміль, від якого тягнеться піщана підводна коса. Довжина острова 550 м, ширина до 360 м. З боку коси біля острова розташовані коралові рифи.